# Сазандарян, Татевик Тиграновна
Татеви́к (Татьяна) Тигра́новна Сазандаря́н (арм. Տաթևիկ Սազանդարյան; 1916—1999) — советская, армянская оперная певица (меццо-сопрано), педагог, общественный деятель. Народная артистка СССР (1956). Лауреат Сталинской премии третьей степени (1951).

## Биография
Татевик Сазандарян родилась 20 августа (2 сентября) 1916 года в селе Хндзореск (ныне в Сюникской области, Армения).
Концертную деятельность начала в 1933 году.
В 1937 году окончила вокально-драматическую студию при Доме культуры Армянской ССР в Москве. С этого же года — солистка Армянского академического театра оперы и балета имени А. А. Спендиарова.
В 1960 году окончила Ереванскую консерваторию.
В концертном репертуаре вокальная классика, произведения современных композиторов.
Гастролировала по городам СССР и за рубежом: Иран, Ливан, Швеция, Тунис, Венгрия, Сирия (1956), Бельгия (1958, 1962), Греция (1959), Чехословакия (1960), Франция (1963).
С 1961 года преподавала в Ереванской консерватории (с 1970 — профессор, в 1977—1979 — заведующая кафедрой сольного пения), одновременно заведовала кафедрой сольного пения Ереванского художественно-театрального института (1972—1977).
Член ВКП(б) с 1949 года. Депутат Верховного Совета СССР 5-го созыва (1958—1962).
Татевик Сазандарян умерла 6 октября 1999 года (по другим источникам — 6 марта 2000) в Ереване. Похоронена на Тохмахском кладбище.

### Семья
- Муж — Акоп Сергеевич Ханджян, скрипач, общественный деятель, автор нескольких научных трудов, начальник управления по делам искусств Армянской ССР. Сын — Давид Ханджян (1940—1981), дирижёр, пианист и композитор.

## Оперные партии
- «Алмаст» А. А. Спендиарова — Алмаст
- «Аршак II» Т. Г. Чухаджяна — Парандзем
- «Давид-бек» А. Т. Тиграняна — Тамар
- «Героиня» А. Л. Степаняна — Назели
- «Саят-Нова» А. Г. Арутюняна — Анна
- «Царская невеста» Н. А. Римского-Корсакова — Любаша
- «Князь Игорь» А. П. Бородина — Кончаковна
- «Аида» Дж. Верди — Амнерис
- «Самсон и Далила» К. Сен-Санса — Далила
- «Молодая гвардия» Ю. С. Мейтуса — Уля Громова
- «Царь Эдип» И. Ф. Стравинского — Иокаста
- «Кармен» Ж. Бизе — Кармен
- «Орлиная крепость» А. А. Бабаева — Шушан
- «В лучах солнца» А. Г. Тер-Гевондяна — Берберо
- «Евгений Онегин» П. И. Чайковского — Ольга
- «Фауст» Ш. Гуно — Зибель.

## Фильмография
- 1941 — Армянский киноконцерт (короткометражный) — Алмаст
- 1954 — Концерт мастеров искусства Армении — главная роль
- 1954 — Армянский киноконцерт — Назель
- 1977 — Татевик Сазандарян (документальный, студия «Ереван»)

## Награды и звания
- Заслуженная артистка Армянской ССР (1944)[4]
- Народная артистка Армянской ССР (1947)[5]
- Народная артистка Азербайджанской ССР (1947)[6]
- Народная артистка СССР (1956)
- Сталинская премия третьей степени (1951) — за исполнение партии Назели в оперном спектакле «Героиня»
- Государственная премия Армянской ССР
- Орден Трудового Красного Знамени (04.11.1939) — «за выдающиеся заслуги в деле развития армянского театрального и музыкального искусства»
- Орден Дружбы народов (1986)
- Орден Святого Месропа Маштоца (1997)
- медали

## Память
- В Армении проводится Республиканский конкурс солистов (классический вокал) имени Павла Лисициана и Татевик Сазандарян.